# Bowral
Bowral (/ˈbaʊrəl/) é a maior cidade da região das Terras Altas do Sul em Nova Gales do Sul, na Austrália. Localiza-se a cerca de noventa minutos ao sul de Sydney. É o principal distrito comercial e de entretenimento de Wingecarribee Shire e Terras Altas. No censo de 2016, a população da área de Bowral era de 12.949.